# Cornice veneziana

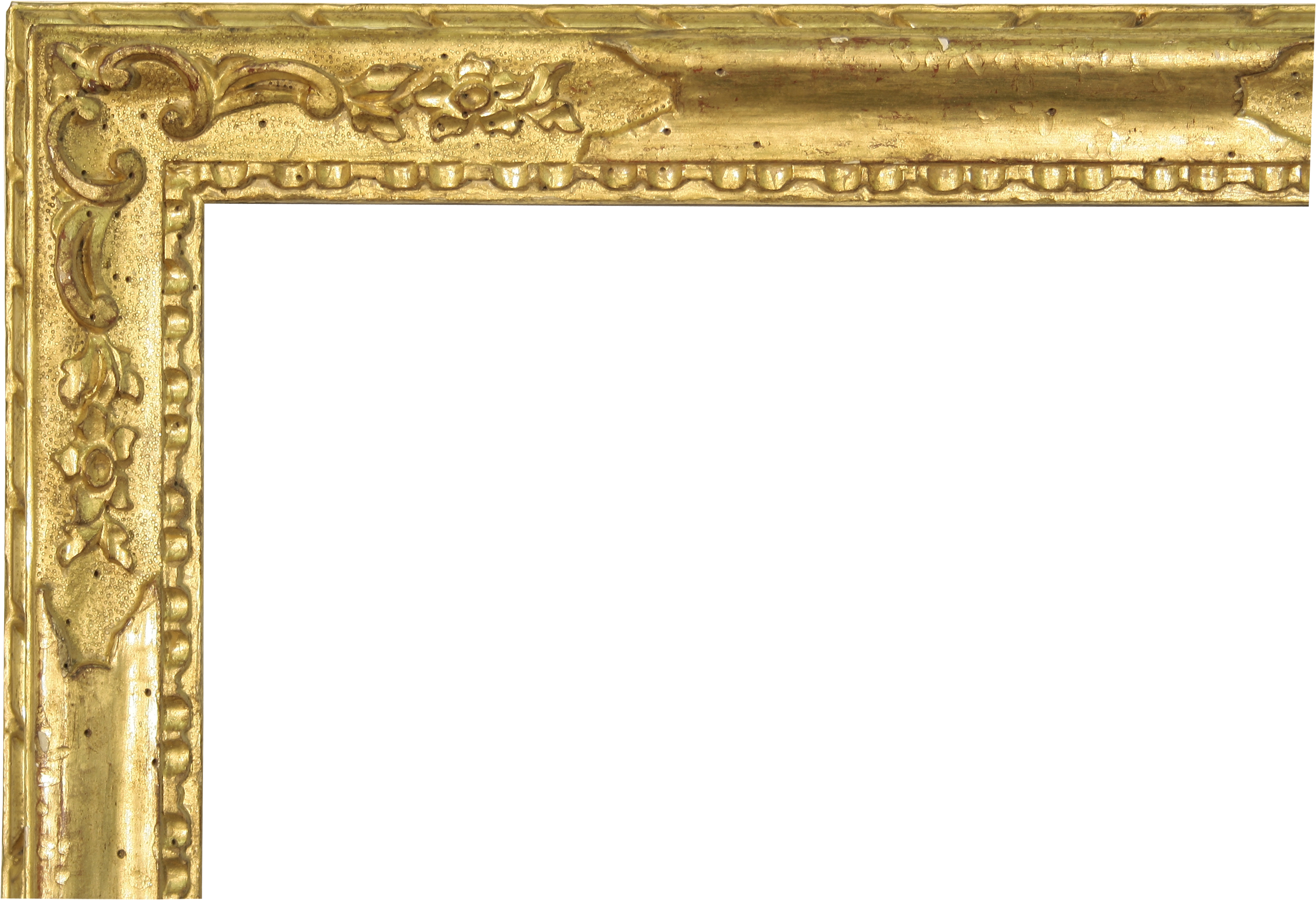
Dettagli dell'angolo di una cornice veneziana a cartelle

La cornice veneziana è una  cornice caratterizzata per vivaci intagli ad archetto, a conchiglia, a fogliame, elementi tutti che troveremo disseminati in grandi quantità a coronamento di cori monastici e di pale d'altare oltre che cornici per soffitti.

## Storia
Tra i più noti intagliatori della storia vanno menzionati i Moranzon, tra i quali Matteo e Francesco.  Giacomo è forse il personaggio più rilevante della famiglia, oltre allo scalpello maneggia con disinvoltura anche il pennello. Ebbe rapporti col Mantegna ed altri artisti ed il Vasari lo menzionò nei suoi scritti. Un'influenza innovatrice nell'ambito della cornice è attribuita all'opera di Gentile da Fabriano che propagandò la nuova concezione delle forme ogivali. Il gotico a Venezia rimase in auge anche nell'ultimo quarto del quattrocento. La fortuna di Gentile Da Fabriano e di altri artisti nordici ha avuto buon gioco anche per le particolari preferenze veneziane verso lo stile gotico.

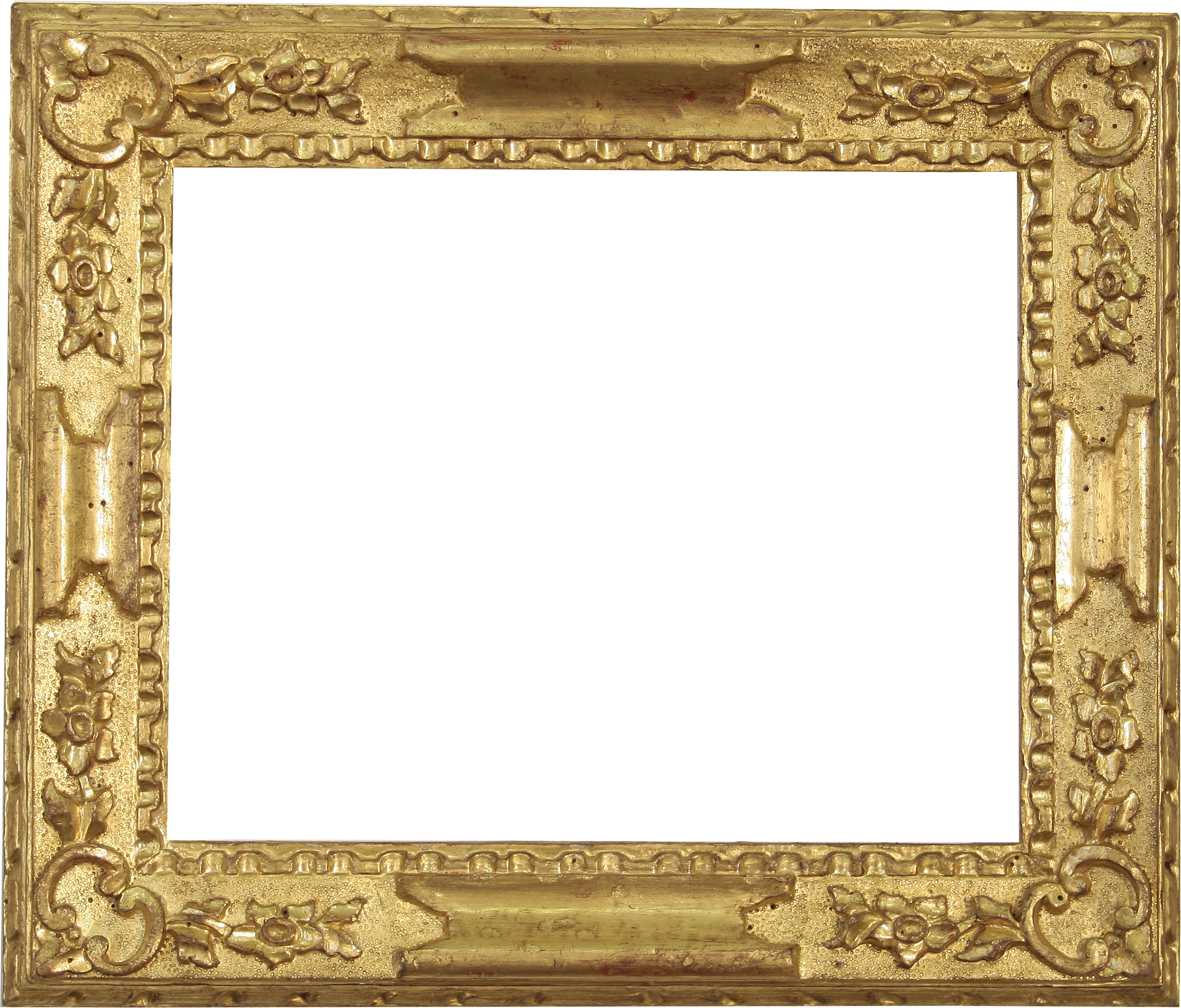
Cornice veneziana Secolo XVIII

Col Giambellino si entra in pieno classicismo: la tradizione gotica è apertamente rinnegata persino nei più trascurabili particolari della cornice. Alla difficoltà delle linee e alla vivacità delle cromie subentra una contenuta semplicità strutturale dove ogni più piccolo elemento risponde ad una più ragionata necessità. Se col gotico fiammeggiante il dipinto è quasi assorbito dalla cornice, con la nuova concezione classicheggiante acquista maggiore rilievo. Negli ornamenti la linea sarà svelta e leggera. Dopo il 1500 compare un'elegante tipo di cornice costituito da due profili che all'esterno e all'interno limitano una discreta zona piatta sulla quale, con nitido disegno calligrafico, son tracciati in oro su fondo nero ornati che sembrano ispirarsi alle xilografie delle copertine che decorano i coevi libri veneziani.
Al superamento della pala d'altare e all'idea della cornice intesa come oggi si arriva attraverso la fervida fantasia del Sansovino che ebbe grande diffusione sia nella ritrattistica sia nei soggetti con più larghe dimensioni, sacri e profani. Durante tutto il XVI secolo le cornici bulinate sono le protagoniste e sono sempre dorate.
Nella decorazione della cornice del Settecento si diffonde un nuovo motivo ornamentale: la cartella a rilievo, elemento che spezza la monotonia della sagoma sovrapponendosi alla metà di ciascun lato e agli angoli della cornice tra superfici bulinate che danno maggior rilievo alle decorazioni floreali e arabescate intorno.